# Ionel Haiduc
Ionel Haiduc (Kolozsvár, 1937. május 9. –) román vegyész, 2006 és 2014 között a Román Akadémia elnöke. A Magyar Tudományos Akadémia tiszteleti tagja.

## Élete és pályafutása
1959-ben végezte el a kolozsvári Babeș–Bolyai Tudományegyetem kémia szakát. Azóta is az egyetemen dolgozik (1962: tanársegéd, 1964: előadótanár, 1973: professzor). 1966-ban doktorált Moszkvában, doktori értekezése a szervetlen polimerek és a szerves szilíciumvegyületek kémiája témakörében született. 1966 és 1968 között az Iowai Állami Egyetemen, 1971–1972-ben a Georgiai Egyetemen vett részt posztdoktori képzésben. Kutatási területei a főcsoportbeli elemek koordinációs és fémorganikus kémiája, szupramolekuláris fémorganikus kémia, szervetlen gyűrűk, biológiailag aktív fémvegyületek (beleértve a tumorgátló hatással rendelkező vegyületeket is), ezenkívül foglalkozott a  szervetlen kémia nevezéktanával és az elnevezések rendszerezésével.
1992 és 1999 között a következő egyetemeken tanított vendégként: Georgiai Egyetem (Amerikai Egyesült Államok), Santiago de Compostela-i Egyetem (Spanyolország), Mexikói Autonóm Nemzeti Egyetem (Mexikó), São Carlos-i Szövetségi Egyetem (Brazília), Göttingeni Egyetem (Németország). Anyanyelvén kívül angolul, oroszul, franciául, spanyolul, valamennyire németül és magyarul beszél.
1990 és 1993 között a Babeș–Bolyai Tudományegyetem rektori tisztségét töltötte be. 1990-ben a Román Akadémia levelező tagjává, 1991-ben rendes tagjává, 2006-ban elnökévé választották. Tisztségét 2014-ig töltötte be. 1999-ben Kolozsvár díszpolgára lett. 2002-ben a Moldovai Akadémia, 2007-ben a Magyar Tudományos Akadémia választotta tiszteleti taggá.

## Művei
Több, mint 350 cikke többek között a következő szaklapokban jelent meg: Inorg. Chem.; J. Am. Chem. Soc.; J. Organomet. Chem.; Polyhedron; Chem. Revs.; Anticancer Research; Inorg. Chim. Acta; J. Chem. Soc. Dalton Trans.; J. Chem. Soc. Chem. Commun.; Coordination Chem. Revs.; Rev. Roumaine Chim.
Könyvei:
- Introducere in chimia ciclurilor anorganice, Editura Academiei, București, 1960
- The Chemistry of Inorganic Ring Systems Wiley-Interscience, London, New York, 1970, 2 vols
- Chimia compușilor metalorganici, Editura Știintificã, București, 1974
- (J.J. Zuckermannal közösen) Basic Organometallic Chemistry, Walter de Gruyter Publ. Co., Berlin, New York, 1985
- (D.B. Sowerbyvel közösen szerk.) The Chemistry of Inorganic Homo- and Heterocycles, Academic Press, London, New York, 1987
- (Cristian Silvestruval közösen) Organometallics in Cancer Chemotherapy. Volume 12. Main Group Metal Compounds, CRC Press, Inc., Boca Raton, Florida, 1989-90
- (Frank T. Edelmannal közösen) Supramolecular Organometallic Chemistry, Wiley-VCH, Weinheim, New York, 1999